# Économie de l'Irak
Les ressources naturelles de l'Irak sont abondantes, on y trouve des terres arables, des ressources en eau, ainsi que 10 % des réserves mondiales de pétrole.

## Historique
Dans les années 1960-1970, le développement économique irakien a été spectaculaire et a fait de l'Irak un modèle économique au Proche-Orient, mais l'économie était très dépendante des cours de l'or noir et favorisée par la rente pétrolière, surtout après la nationalisation du pétrole irakien en 1972. De plus, l'importation alimentaire était très élevée.
La guerre contre l'Iran (1980-1988) a quasiment ruiné le pays; on estime que les dépenses irakiennes pour cette guerre se sont élevées à 150 milliards de dollars et que la reconstruction a coûté 60 milliards de dollars; en 1990, l'endettement atteignait 80 milliards de dollars.
La première guerre du Golfe, l'embargo économique qui a suivi puis la seconde Guerre du Golfe n'ont fait qu'aggraver une situation tragique. En 2003, l'économie irakienne est privatisée et s'ouvre aux investissements étrangers.
En 2017, la France annonce l'accord d'un prêt à l'Irak d'un montant de 430 millions d'euros sur une durée de 17 ans dans le but d'aider le pays à opérer des réformes de fond et mieux gérer ses finances publiques.
Le PIB par habitant s’élève en 2016 à 4 900 dollars, contre 3 400 dollars en 2006. La seconde guerre du Golfe aurait provoqué une chute presque de moitié du PIB en 2003 de 4 100 à 2 200 dollars par habitant tandis que la première guerre du Golfe en 1990 l'aurait divisé par trois de 3 500 dollars par habitant à 1 200 environ. En 2020 le PIB par habitant est redescendu à 4 100 dollars pour remonter à 4 300 en 2022.

## Secteur pétrolier
En 2008, la production pétrolière a retrouvé son niveau d'avant le déclenchement de la guerre en Irak de 2003 avec 2,4 millions de barils par jour en mars 2008. À terme, le gouvernement estime le pays devrait produire 10 à 12 Mbbl/j. En 2010, L’Irak tire 95 % (91 % selon le FMI en 2010) de ses recettes budgétaires de la production pétrolière qui s’établit en moyenne cette année à 2,35 millions de barils par jour dont 1,89 sont exportés. En 2011, le pétrole a rapporté 71 des 93 milliards de dollars américains de la richesse nationale de ce pays. En août 2012, les exportations irakiennes d’hydrocarbure ont atteint 2,565 millions de  Mbbl/j, ce qui a rapporté  plus de 8,4 milliards de dollars américains dans les caisses du pays.
L'Irak possède en 2010 trois raffineries, à Baïji, Bassora et Bagdad ayant une capacité totale de 550 000 bbl/j qui produisent notamment 12 millions de litres d'essence, 15 millions de litres de gazole et neuf millions de litres de fioul.
Le gouvernement cherche depuis juin 2010 pour 25 milliards de dollars américains pour mettre à niveau les raffineries actuelles et en construire 4 autres. La raffinerie de Nassiriya devra avoir une capacité de 300 000 bbl/j, celles de Missane et Kirkouk chacune une capacité de 150 000 bbl/j et celle de Kerbala 140 000 bbl/j.
En mars 2023, le Premier ministre irakien Mohammad Chia al-Soudani inaugure à Kerbala la quatrième raffinerie de pétrole du pays, un projet qui doit aider l'Irak, pourtant riche en hydrocarbures à réduire sa dépendance aux importations de carburant. Le projet, réalisé par le conglomérat sud-coréen Hyundai, produira 9 millions de litres de carburant par jour, soit plus de la moitié des 15 millions de litres qu'importe l'Irak chaque jour.

## Transports
Le pays dispose de 19 aéroports civils dont 6 ont la qualification internationale. L'actuel aéroport international de Bagdad a été construit entre 1979 et 1983.
En 2010, il est annoncé la construction d'un monorail de 37 km par la société canadienne Transglobim International d'ici 2013 entre les villes saintes de Najaf et Koufa puis d'un autre entre Najaf et son aéroport. En 2019, le monorail ne semble pas ouvert[réf. souhaitée].

## Agriculture
L'agriculture irakienne souffre de plus en plus de sécheresses extrêmes et de températures très élevées qui ont fait par exemple diviser par dix en 2021 la production de blé au nord du pays dans la province de Ninive surnommée le grenier à blé de l'Irak. Cette production est passée de 927 000 tonnes en 2020 à 89 000 tonnes en 2021. Le pays est confronté aussi depuis des années à une diminution des cours d'eau du Tigre et de l'Euphrate accentuée par la construction de barrages par la Turquie et l'Iran. La perte de revenu incite de nombreuses familles paysannes à cesser leur activité. Selon une étude officielle 10 000 hectares de terres agricoles sont perdus chaque année en Irak du fait de la désertification sur un total de 3,2 millions d'hectares.